# Rimba Terab
Rimba Terab is een bestuurslaag in het regentschap Banyuasin van de provincie Zuid-Sumatra, Indonesië. Rimba Terab telt 861 inwoners (volkstelling 2010).